# San Jerónimo Axochitlán
San Jerónimo Axochitlán är en ort i Mexiko.   Den ligger i kommunen San José Miahuatlán och delstaten Puebla, i den sydöstra delen av landet, 230 km sydost om huvudstaden Mexico City. San Jerónimo Axochitlán ligger 1 081 meter över havet och antalet invånare är 1 088.
Terrängen runt San Jerónimo Axochitlán är kuperad åt sydväst, men åt nordost är den platt. Runt San Jerónimo Axochitlán är det ganska glesbefolkat, med 35 invånare per kvadratkilometer. Närmaste större samhälle är Ajalpan, 11,2 km norr om San Jerónimo Axochitlán. Trakten runt San Jerónimo Axochitlán består till största delen av jordbruksmark.